# ブルーティック・クーンハウンド
ブルーティック・クーンハウンド（英：Bluetick Coonhound）は、アメリカ合衆国のルイジアナ州原産のツリーイング・ドッグ犬種である。単にブルーティックとも呼ばれる。

## 歴史
20世紀に作出された犬種で、アメリカン・ブルー・ガスコン・ハウンドを軽量化して更に狩猟能力を高める目的で改良し作られたものである。ブルー・ガスコンにイングリッシュ・クーンハウンド、イングリッシュ・フォックスハウンドなどが掛け合わされ、より軽量で体格も引き締まったものに改良された。いわばブルー・ガスコンの現代版の犬種であるといえる。
本種には重量種と軽量種という2つの系統が存在し（後述）、重量種はピューマ、アメリカクロクマ、ボブキャットを、軽量種はアライグマを専門としてツリーイングを行う。パックで獲物の臭いを追跡し、発見すると追いかけて木の上に追い詰め、逃げられないように木の下から吠え続ける。吠え声を聞いた主人は現場に駆けつけると木に登ってそれを振り落とすか、猟銃で打ち落として最後は犬が仕留めて狩猟は完了する。
もともとはイングリッシュ・クーンハウンドの一変種として見なされていたが、1946年にユナイテットケネルクラブにより別種であることが公式に認められ、新種として同年に公認登録された。
現在ブラック・アンド・タン・クーンハウンドと並び世界的な人気を持つツリーイング・ドッグで、アメリカやカナダ以外でも飼育され、ツリーイング・ドッグとしてではなくセントハウンドとして広く使役されている。実は日本でもイノシシなどを狩るためのセントハウンドとして輸入され、飼育やブリードが行われている。どこの国でも大半は実猟犬として飼育されており、ペットやショードッグとして飼育されているものは稀である。
アメリカでは近年、フィールド・トライアルの競技犬として人気が上昇している。

## 特徴
本種一番の特徴は犬種名にもなっているブルーティックという毛色である。ベースカラーはブルーローン（青かす毛）で、これにブラックの大斑が入った毛色で、個体によっては本当に青い毛色をしているかのように見えるものさえある。尚、ブルーティックに加えてマズルや足先にオレンジに近いタンと目の上にホワイトのマーキングが入るものも多い。
ブルーティックには先に出たように2つの系統が存在し、それぞれが別にブリードされている。一つ目のタイプは重量種（Heavy type）で、筋骨隆々でややがっしりとしていて、頭部が大きくサイズが大きめのものである。体重があるため走るのは速くないが、パワフルでより狩猟本能が高く、大型獣の狩猟に適したタイプである。しかしながら、いわゆる猟犬気質が強く、頑固で独立心が旺盛なのが欠点である。先祖であるアメリカン・ブルー・ガスコン・ハウンドに似たタイプで、その特徴をよく残している。
もうひとつのタイプは軽量種（Litte type）で、筋肉質だが引き締まってコンパクトな体つきをしていて、頭部は小さくサイズも少し小さめで体重が軽いものである。体重が軽い分走るのが速く身体能力も高いが、その分力の面では重量種に及ばない。しかし、より扱いやすい性質で、小型獣の狩猟やショードッグとして向いたタイプである。より現代的であるといわれているのはこちらのタイプである。尚、この点以外は重量種も軽量種も大きな違いはない。
脚は長く、マズルの長さは普通で先が尖っている。あごの力は強い。目は小さめで、耳は前方についた垂れ耳、尾は飾り毛のない垂れ尾。コートは硬めのスムースコート。体高51 - 69cm、体重20 - 36kgの大型犬で、性格は忠実で従順、友好性を持つが、勇敢で粘り強く、頑固で独立心が強い猟犬気質を持ち合わせている（軽量種はだいぶそれが軽減されている）。しつけはどちらのタイプも主人からしか受け付けない。万が一のことを考え、ペットとして飼育する場合は主人自身が一貫性のあるしっかりとした訓練を行うことが必要である。状況判断力は高く、番犬としてもよく向いた犬種である。猟犬などとしては非常に優秀な犬種であるが、雷鳴のような吠え声はよく響き、運動量も非常に多いため初心者の飼育は難しい。